# Episodi di American Housewife (quarta stagione)
La quarta stagione della serie televisiva American Housewife viene trasmessa dalla rete televisiva statunitense ABC dal 27 settembre 2019 al 13 maggio 2020.
In Italia è stata pubblicata su Star (Disney+) il 4 giugno 2021.
| n° | Titolo originale                        | Titolo italiano                                      | Prima TV USA      | Pubblicazione Italia |
| -- | --------------------------------------- | ---------------------------------------------------- | ----------------- | -------------------- |
| 1  | The Minivan                             | Il minivan                                           | 27 settembre 2019 | 4 giugno 2021        |
| 2  | Bed, Bath & Beyond Our Means            | Letto, bagno e oltre i nostri mezzi                  | 4 ottobre 2019    | 4 giugno 2021        |
| 3  | Bigger Kids, Bigger Problems            | Ragazzi più grandi, problemi più grandi              | 11 ottobre 2019   | 4 giugno 2021        |
| 4  | Lasagna                                 | Lasagna                                              | 18 ottobre 2019   | 4 giugno 2021        |
| 5  | The Maze                                | Il labirinto                                         | 25 ottobre 2019   | 4 giugno 2021        |
| 6  | Girls' Night Out                        | Serata tra ragazze                                   | 1º novembre 2019  | 4 giugno 2021        |
| 7  | Flavor of Westport                      | Sapore di Westport                                   | 15 novembre 2019  | 4 giugno 2021        |
| 8  | Women in Business                       | Donna in carriera                                    | 22 novembre 2019  | 4 giugno 2021        |
| 9  | Hip to Be Square                        | Quadriglia e dichiarazioni                           | 29 novembre 2019  | 4 giugno 2021        |
| 10 | The Bromance Before Christmas           | Un fraterno romanzo di Natale                        | 13 dicembre 2019  | 4 giugno 2021        |
| 11 | One Step Forward, Three Steps Back      | Un passo avanti, tre passi indietro                  | 17 gennaio 2020   | 4 giugno 2021        |
| 12 | Wildflower Girls                        | Le ragazze Millefiori                                | 24 gennaio 2020   | 4 giugno 2021        |
| 13 | The Great Cookie Challenge              | La grande sfida dei biscotti                         | 31 gennaio 2020   | 4 giugno 2021        |
| 14 | A Very English Scandal                  | Uno scandalo molto inglese                           | 18 marzo 2020     | 4 giugno 2021        |
| 15 | In My Room                              | Nella mia camera                                     | 25 marzo 2020     | 4 giugno 2021        |
| 16 | The Battle for Second Breakfast         | La battaglia della seconda colazione                 | 1º aprile 2020    | 4 giugno 2021        |
| 17 | All is Fair in Love and War Reenactment | Tutto è concesso in Guerra e in Amore - Rievocazione | 15 aprile 2020    | 4 giugno 2021        |
| 18 | Senior Prank                            | Scherzi dell'ultimo anno                             | 22 aprile 2020    | 4 giugno 2021        |
| 19 | Vacation!                               | Vacanze!                                             | 6 maggio 2020     | 4 giugno 2021        |
| 20 | Prom                                    | Il ballo di fine anno                                | 13 maggio 2020    | 4 giugno 2021        |